# Седулс, Роберт
Роберт Седулс (латыш. Robert Seduls; 20 февраля 1906 –  10 марта 1945)  – латвийский моряк и боксёр, в годы Второй мировой войны спасший  11 еврейских граждан. Праведник народов мира (1981).

## Биография
Родился 20 февраля 1906 года в  Сакской волости. Жил в центре Лиепаи на улице Тиргоню, 22.  Служил на флоте, занимался боксом. Был женат, имел двоих детей  – дочерей Индру (1937) и  Ириду (1940). Вместе они проживали в Лиепае.
В годы немецкой оккупации работал дворником и истопником в доме, где жил сам с семьёй. Видя издевательства нацистских карателей над еврейским населением, предложил свою помощь знакомым евреям. Когда в октябре 1943 года появились сообщения  о ликвидации местного гетто, Его  друг Давид Зивцон, жена Зивцона и несколько их друзей обратились к Седулсу в поисках укрытия. Первоначально тот спрятал их на чердаке, но позднее, ввиду больше безопасности, перевёл в подвал, где находились механическая мастерская,   котёл для центрального отопления и мешки с углём. В мастерской Роберт и его гости ремонтировали всем желающим бытовую технику, дабы заработать на еду.

## История спасения
По прошествии времени к группе скрывающихся присоединились шесть человек, а  Рива Зивцон, вдова кузена  Давида, привела трёхлетнюю   дочь Аду. Девочку было небезопасно держать в укрытии, и её было решено передать немецкой вдове Отилии Шимельпфениг, не сказав при этом, что мать жива.
Один из  обитателей подвала Калман Линкимер  вёл дневник,  где буквально по дням расписано пребывание евреев в вынужденном заточении. Описывает он и слова Седулса, объясняющие его поступок:   «Английское правительство обратилось по радио к народам Венгрии, Чехословакии и Восточной Германии с призывом помогать евреям. Все эти люди будут признаны союзниками в борьбе против Гитлера». Я рассказал Роберту о радиопризыве. Он ответил: «Я принял вас, хотя меня никто не просил об этом. Я не стал ждать, пока вы придёте ко мне. Я пошёл и нашёл вас. Мне не нужны были ваши деньги и имущество. Я хотел спасти вас, поскольку Давид был мне другом и просто потому, что я хотел сильно рискнуть ради такого случая. И сейчас я должен сказать вам что-то очень серьёзное. Я знаю, что приближается время освобождения Латвии. Как и что будет происходить, я не знаю. Я только знаю, что вы захотите отомстить убийцам, и вы имеете на это право, это даже ваш долг. Но я прошу об одном: чтобы больше не страдали невиновные люди. И когда невиновный человек придёт к вам, не закрывайте перед ним дверь, помогите ему, не позволяйте слепой мести поработить вас. Помните, что и я помогал вам только потому, что вы невиновны».
Все обитатели подвала выжили. Но Роберт Седулс погиб. По одной из версий, 10 марта 1945 года он был убит случайным осколком советской бомбы на чердаке дома. Похоронен на   Центральном кладбище Лиепаи.

## Память
В 1981 году Роберт и Йоханна Седулс были удостоены  Израильским институтом катастрофы и героизма национального мемориала Катастрофы (Холокоста) и Героизма «Яд ва-Шем» звания Праведников народов мира. В 2006 году Праведником народов мира была признана и Отилия Шимельпфениг. Посол Израиля Хен Иври лично привёз в Лиепаю присужденную Шимельфенинг награду Потому как женщина давно умерла, а родных у неё не осталось, медаль была передана в местный еврейский музей.
Журналист Гунта Гайдамавича сняла документальный фильм о Роберте Седулсе.